# Сан Пјетро Мусолино
Сан Пјетро Мусолино (итал. San Pietro Mussolino) је насеље у Италији у округу Виченца, региону Венето.
Према процени из 2011. у насељу је живело 1014 становника. Насеље се налази на надморској висини од 241 м.

## Становништво
Према резултатима пописа становништва 2011. у општини је живело 1.613 становника.
| 1931. | 1936. | 1951. | 1961. | 1971. | 1981. | 1991. | 2001. | 2011. |
| ----- | ----- | ----- | ----- | ----- | ----- | ----- | ----- | ----- |
| 838   | 865   | 1.004 | 799   | 929   | 1.174 | 1.352 | 1.489 | 1.613 |